# 青柳バスストップ
青柳バスストップ（あおやぎバスストップ）は、福岡県古賀市青柳町の九州自動車道上にあるバス停留所である。古賀インターチェンジの約700m南側（下り側）に位置している。
2025年7月現在、1路線で客扱いが行われている。バス事業者は「高速青柳」という呼称を使用している。

## 停車する路線
| 路線愛称       | 運行会社     | 下り線側方面       | 上り線側方面         |
| -------------- | ------------ | ------------------ | -------------------- |
| （愛称名なし） | 西鉄バス筑豊 | 立花山・天神高速BT | 直方PA・八幡IC・直方 |

なお、上記の福岡 - 直方線が2025年9月末をもって運行を終了するため、当停留所も廃止される。

## 近隣するバス停
- 西鉄バス宗像 原バス停（青柳・古賀駅および薦野方面）
  - 近隣のバス停であってもnimocaでの乗り継ぎ割引は適用されない。

## 周辺
- 古賀グリーンパーク

## 位置情報
- 北緯33度42分30秒 東経130度29分30秒 / 北緯33.70833度 東経130.49167度
- 古賀［北東］ - 地理院地図
- 古賀市青柳町 - Google マップ